# Obchody 70. rocznicy zbrodni katyńskiej
Obchody 70. rocznicy zbrodni katyńskiej – przeprowadzone w 2010 roku (w niektórych wypadkach również na początku 2011 roku) uroczyste obchody 70. rocznicy zbrodni katyńskiej dokonanej w 1940 roku przez radziecką policję polityczną NKWD na polskich jeńcach wojennych i więźniach na podstawie decyzji Biura Politycznego KC WKP(b) z 5 marca 1940 roku. Wiele uroczystości rocznicowych odbywających się po 10 kwietnia 2010 roku łączyło się z oddaniem hołdu ofiarom katastrofy polskiego Tu-154 w Smoleńsku.

## Obchody w Polsce
Obchody 70. rocznicy zbrodni zorganizowano w wielu miastach i miejscowościach Polski z centralnymi uroczystościami państwowymi i religijnymi w Warszawie w dniu 13 kwietnia 2010 roku. Wojewódzkie uroczystości rocznicowe odbyły się w następujących miastach: Kraków (16 kwietnia), Katowice (18 kwietnia), Poznań (12 kwietnia), Opole (17 kwietnia), Białystok (10 kwietnia), Gdańsk (13 kwietnia), Szczecin (8 kwietnia), Olsztyn (18 kwietnia), Kielce (13 kwietnia), Lublin (15 kwietnia), Wrocław (18 kwietnia), Łódź (13–15 kwietnia).
W ramach obchodów 70. rocznicy zbrodni katyńskiej Sejm Rzeczypospolitej Polskiej VI kadencji podjął uchwałę 9 kwietnia 2010, w której złożył hołd ofiarom, wyraził oczekiwanie wyjaśnień wszystkich okoliczności zbrodni oraz nadzieję, że wizyta ówczesnego premiera Federacji Rosyjskiej Władimira Putina w uroczystościach w Katyniu (który był tam 7 kwietnia 2010 wspólnie z Donaldem Tuskiem) jest zapowiedzią determinacji strony rosyjskiej do pozytywnego rozstrzygnięcia tych spraw. Narodowy Bank Polski wyemitował okolicznościowe monety rocznicowe. Działania związane z obchodami podjął Instytut Pamięci Narodowej, publikując specjalny numer Biuletynu Instytutu Pamięci Narodowej oraz zbiór studiów historycznych i prawniczych, relacji i dokumentów pt. Zbrodnia Katyńska. W kręgu prawdy i kłamstwa, a także organizując wystawy, konferencje i marsze pamięci. Obchody 70. rocznicy zbrodni zorganizowały Wojsko Polskie i Policja. Wiele uroczystości rocznicowych odbywających się na terenie Polski miało oprawę wojskową.
Z okazji 70. rocznicy zbrodni katyńskiej odsłonięto w Polsce m.in. Krzyż Katyński w Wadowicach i pomnik ofiar mordu katyńskiego w Osowcu-Twierdzy, a ponadto, w ramach programu „Katyń… ocalić od zapomnienia”. rozpoczęto sadzenie 21 473 Dębów Pamięci upamiętniających poszczególnych zamordowanych w Katyniu, Twerze i Charkowie. Powstały również tablice pamiątkowe poświęcone ofiarom zbrodni.

## Obchody za granicą
2 marca 2010 roku z okazji 70. rocznicy zbrodni katyńskiej rosyjskie Stowarzyszenie „Memoriał” skierowało do prezydenta Rosji Dmitrija Miedwiediewa list otwarty, w którym apelowało m.in. o podjęcie kroków mających na celu odtajnienie akt rosyjskiego śledztwa katyńskiego, wznowienie śledztwa w celu procesowego ustalenia listy wszystkich ofiar, ustalenie wyczerpującej listy winnych, ustalenie miejsc pochówku rozstrzelanych z więzień zachodniej Ukrainy i Białorusi oraz rehabilitację wszystkich rozstrzelanych.
7 kwietnia 2010 roku specjalne oświadczenie z okazji 70. rocznicy zbrodni katyńskiej wydał amerykański Departament Stanu. Z okazji rocznicy zorganizowano m.in. wystawę w Parlamencie Europejskim w Brukseli oraz specjalną konferencję w Bibliotece Kongresu Stanów Zjednoczonych w Waszyngtonie, połączoną z wystawą w gmachu Senatu Stanów Zjednoczonych, wcześniej eksponowaną również w Muzeum Terroru w Budapeszcie. Wystawy poświęcone zbrodni katyńskiej otwarto także w Nowym Jorku, Chicago i Atlancie.
7 kwietnia 2010 roku na Polskim Cmentarzu Wojennym w Katyniu odbyły się uroczystości z udziałem premiera Rosji Władimira Putina i premiera Polski Donalda Tuska, którzy uczcili pamięć zamordowanych polskich oficerów i wmurowali kamień węgielny pod cerkiew Zmartwychwstania Pańskiego na terenie rosyjskiej części kompleksu katyńskiego. Następnie w Smoleńsku obaj premierzy spotkali się z polsko-rosyjską grupą ds. trudnych oraz przeprowadzili rozmowę między sobą. Była to pierwsza od 20 lat obecność przywódcy rosyjskiego w Katyniu w związku z uroczystościami katyńskimi.
10 kwietnia 2010 roku w Katyniu miała się odbyć druga część uroczystości rocznicowych z udziałem prezydenta RP Lecha Kaczyńskiego, którego na uroczystości zaprosiło Stowarzyszenie Rodzin Katyńskich. W zaplanowanych obchodach przewidziano bardziej rozbudowany scenariusz niż trzy dni wcześniej: w Lesie Katyńskim miała zostać odprawiona msza święta połączona z modłami ekumenicznymi innych wyznań oraz założono przemówienia prezydenta RP, przedstawiciela strony rosyjskiej i Federacji Rodzin Katyńskich. Uroczystości nie doszły do skutku wskutek katastrofy polskiego Tu-154 w Smoleńsku, w której zginęła cała polska 96-osobowa delegacja udająca się na obchody samolotem, w tym prezydent RP Lech Kaczyński (łącznie w uroczystościach miało uczestniczyć ok. 300 osób z Polski, w tym przedstawiciele rodzin katyńskich, polskich instytucji państwowych, służb mundurowych, duchowieństwa i harcerstwa). Zamiast zaplanowanych obchodów na miejscu odmówiono jedynie różaniec i odprawiono mszę świętą. W ramach obchodów 70. rocznicy zbrodni katyńskiej w dniu 25 września 2010 roku na Cmentarzu Ofiar Totalitaryzmu w Charkowie odbyła się uroczystość z udziałem prezydenta RP Bronisława Komorowskiego i premiera Ukrainy Mykoły Azarowa.
Na trasie od stacji kolejowej Gniezdowo do Lasu Katyńskiego (w 1940 była to ostatnia droga polskich oficerów na egzekucję) odbył się IV Marsz Pamięci, w których uczestniczyło po 150 młodzieży szkolnej z Polski i Rosji.
11 kwietnia 2010 roku odbyły się uroczystości rocznicowe pod Pomnikiem Katyńskim w Toronto w Kanadzie, 16 kwietnia pod Pomnikiem Katyńskim w Cannock Chase w Wielkiej Brytanii, a 18 kwietnia 2010 roku obchody zorganizowane przez Związek Polaków w Argentynie i uroczystości w Sztokholmie w Szwecji. 25 kwietnia 2010 roku zorganizowano uroczystości przy Pomniku Katyńskim w Londynie oraz przy Pomniku Katyńskim w Niles w Chicago. 28 kwietnia 2010 roku w Czeskim Cieszynie uroczyście otwarto wystawę „Zagłada polskich elit. Akcja AB – Katyń”. co stanowiło inaugurację obchodów 70. rocznicy zbrodni katyńskiej w Czechach. Obchody rocznicowe odbyły się również w Wilnie na Litwie oraz w Grodnie i Lidzie na Białorusi. W 2010 roku na Białorusi powstał film dokumentalny Katyń – 70. lat później (biał. Катынь. Праз 70 гадоў) autorstwa Galiny i Uładzimira Samojłau, wyemitowany 22 października 2010 roku przez telewizję „Biełsat”; impulsem do jego stworzenia była 70. rocznica zbrodni katyńskiej. Otwarto również okolicznościową wystawę w Mińsku.
W ramach przygotowań do obchodów 70. rocznicy zbrodni katyńskiej podjęto decyzję o budowie Pomnika Męczenników Katynia w Budapeszcie (odsłoniętego w 2011 roku).
W Stanach Zjednoczonych niektóre obchody związane w 70. rocznicą zbrodni katyńskiej organizowano również na początku 2011 roku. 70. rocznicy zbrodni katyńskiej była poświęcona konferencja zorganizowana 4 i 5 lutego 2011 roku w Szkole Prawa (School of Law) Case Western Reserve University w Cleveland w stanie Ohio.